# Rijn en Lek
De Rijn en Lek is een korenmolen in Wijk bij Duurstede in de provincie Utrecht.
De Rijn en Lek is gebouwd in 1659 als runmolen. Het is daarmee een zeer vroeg exemplaar van de ronde stenen bovenkruier en is daarom als bouwwerk zeer uniek. Wat eveneens zeer bijzonder is, is dat de molen als enige molen in Nederland op een oude stadspoort is gebouwd. Dit is de zogenaamde Leuterpoort (naar de buurtschap De Leuth) die uit de veertiende eeuw dateert. De molen is later als korenmolen in gebruik genomen en is dat ook altijd gebleven. De molen is meerdere malen gerestaureerd en heeft enkele stormrampen overleefd, waarbij de molen ternauwernood tot stilstand kon worden gebracht. Voor het zeven van het meel tot bloem is er een klopbuil aanwezig. De huidige eigenaar is de Vereniging De Hollandsche Molen. Enkele vrijwillige molenaars laten de molen elke woensdag- en zaterdagmiddag draaien en malen graan op windkracht.

## Naam
De molen wordt ook wel 'De Molen van Ruysdael' genoemd naar het beroemde schilderij van Jacob van Ruisdael. De molen die op dit schilderij (circa 1670) staat afgebeeld stond wel in Wijk bij Duurstede, alleen 200 meter westelijker. De plaats van de echte Molen van Ruysdael is aangegeven in een uitsparing van een woning.
De naam Rijn en Lek is afkomstig van het feit dat ter hoogte van de molen de Rijn overgaat in de Lek. Een tiental meters ten oosten van de Rijn en Lek takt namelijk de Kromme Rijn, de oude hoofdloop, van de rivier af.

## Foto's

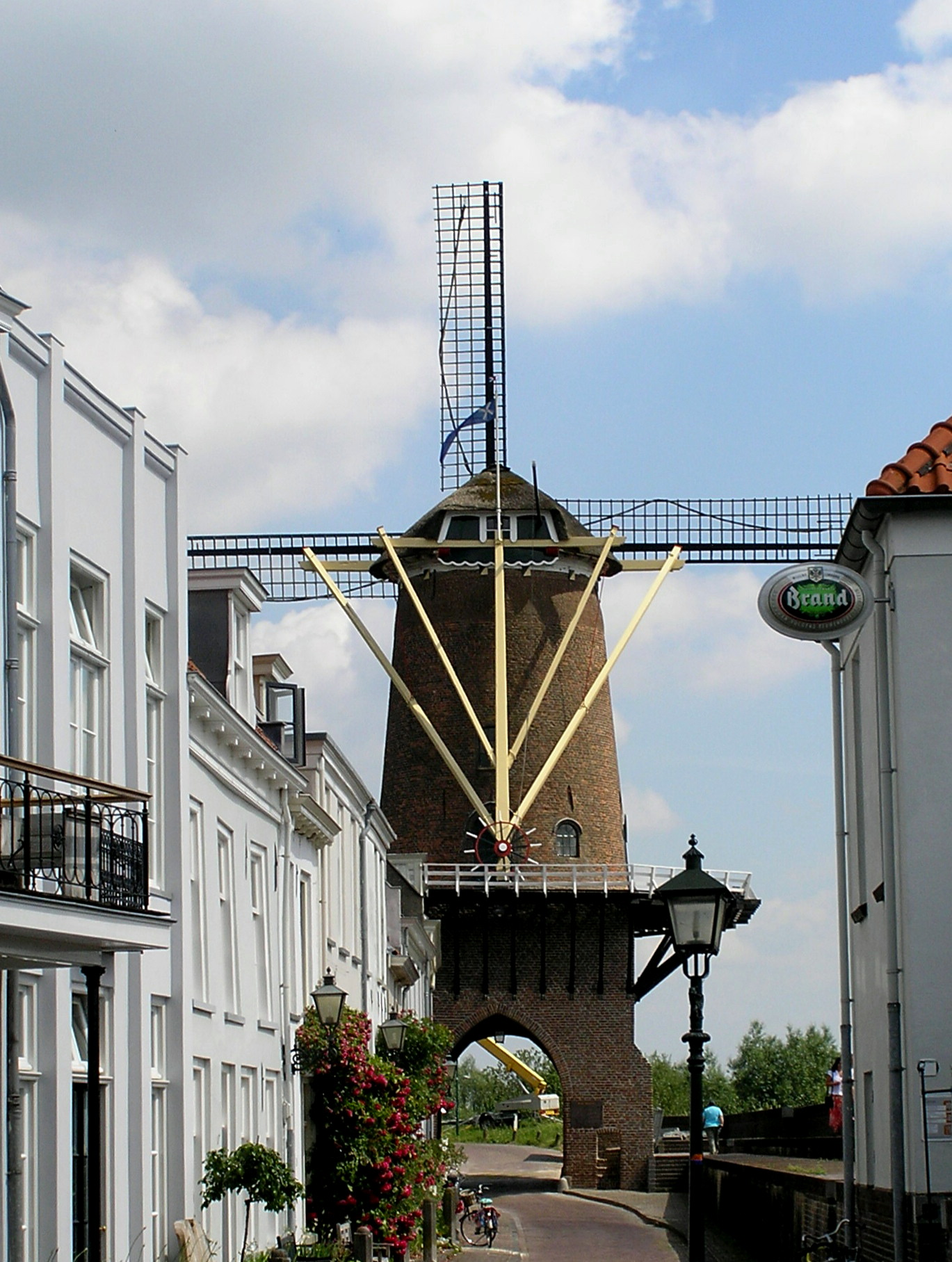
juli 2010
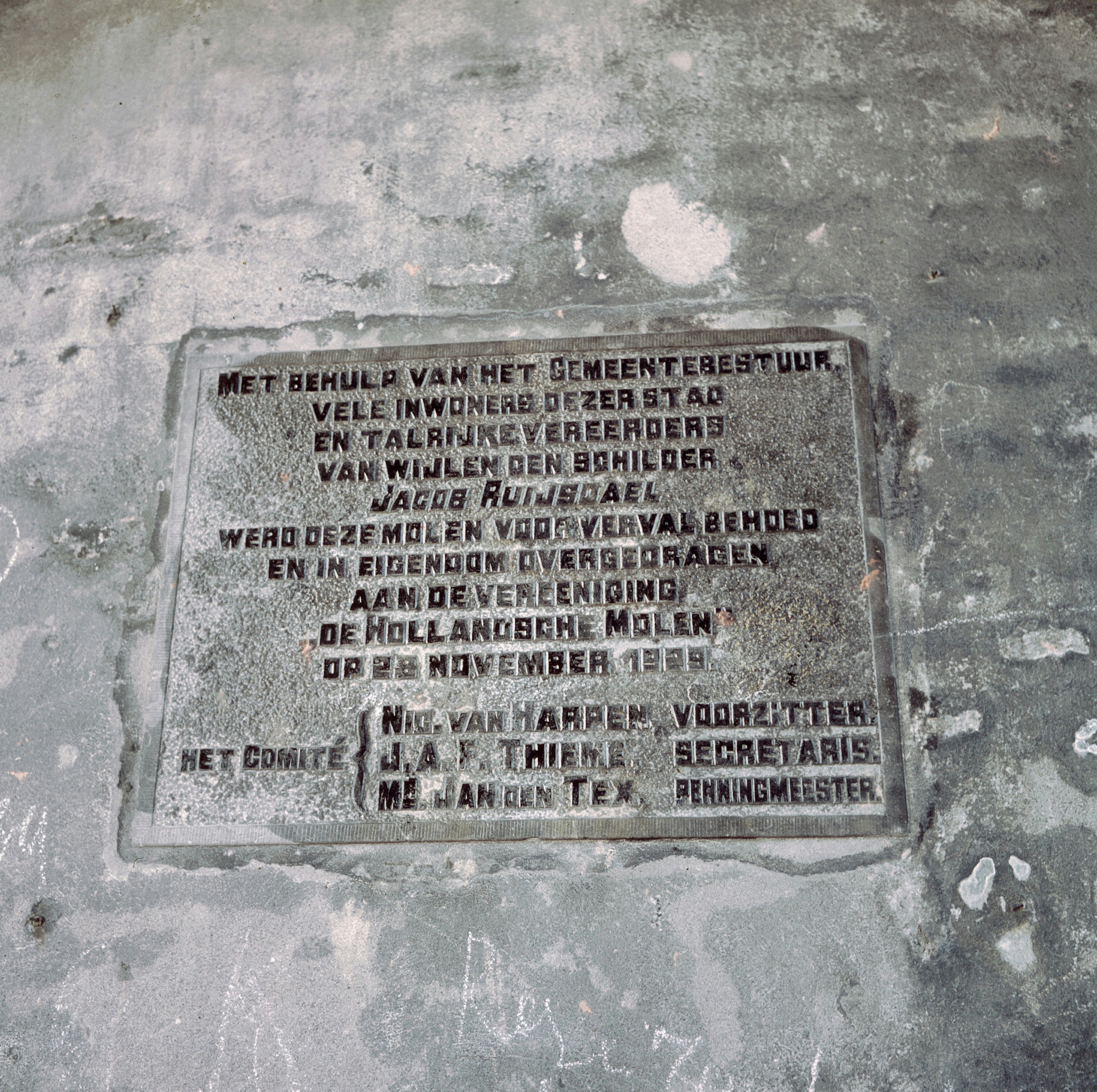
Gedenksteen
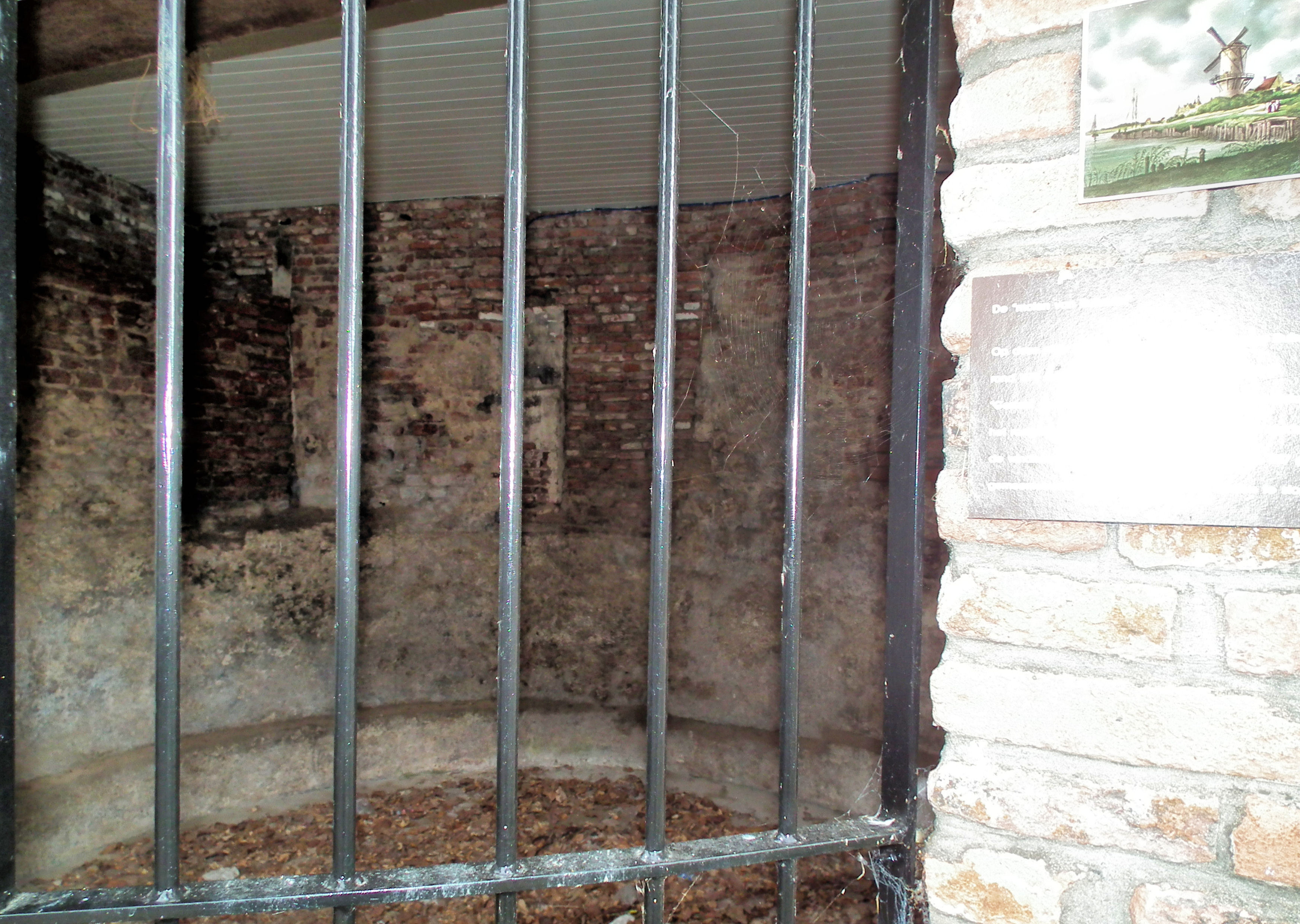
Molen van Ruysdael